# 石川将也 (プロレスラー)
石川 将也（いしかわ まさや、1997年4月5日 - ）は、日本の男性プロレスラー。福岡県糟屋郡志免町出身。道頓堀プロレス所属。血液型O型。

## 来歴
2025年3月2日、道頓堀プロレスMBSちゃやまちプラザステージ大会で対橘隆志戦でデビュー。